# Matt Cardle
Matthew Sheridan Cardle (Southampton, 15 de Abril de 1983) é um cantor pop e compositor inglês que venceu a sétima temporada do programa televisivo britânico The X Factor em 2010. Como prémio, Matt recebeu um milhão de libras e a oportunidade de assinar contrato com a editora discográfica Syco Music. 